# Waldemar Wolsing
Waldemar Wolsing (3. maj 1910 – 8. august 1993) var en dansk oboist og organisator med stærk tilknytning til Radiosymfoniorkestret, dels som soloblæser, dels som dets formand i 33 år. Hans formandstid omfatter 1942-1950, 1953-1954 og 1956- 1980. Han var uddannet hos Svend Chr. Felumb og Henry Munck i København og siden hos Marcel Tabuteau og Louis Bleuzet i Paris.
Efter studentereksamen begyndte han at studere teologi, men opgav altså studierne til fordel for musikken.

## Karriere
Han virkede som oboist i Tivolis Koncertsals Orkester (i dag Sjællands Symfoniorkester) før han i 1941 blev 3.oboist og engelskhornblæser i Radiosymfoniorkestret. Han var orkestrets 1.solooboist i 19 år fra 1946 til 1965, siden 2.solooboist i fem år og herefter menig oboist frem til udgangen af maj måned 1980, hvor han gik på pension.
Fra 1980 til 1992 virkede han som konsulent i Danmarks Radio, hvor han bl.a. medvirkede til oprettelsen af DR Seniorklub. Han var medstifter af Blæserkvintetten af 1932, som indspillede mange værker på grammofonplade, bl.a. Carl Nielsens Blæserkvintet (HMV, 1954).
Med Fritz Busch som dirigent lavede Radiosymfoniorkestret den første indspilning af Joseph Haydns Sinfonia concertante B-dur med solisterne Leo Hansen (violin), Alberto Medici ( violoncello), Waldemar Wolsing (obo) og Carl Bloch (fagot). Wolsing har også indspillet Georg Philipp Telemanns Concerto for obo og orkester f-mol. Mogens Wøldike dirigerer Statsradiofoniens kammerorkester.
Wolsings lidenskab for musikken bragte ham ind i mange bestyrelser og udvalg hos Danmarks Radio, i Dansk Musiker Forbund og andre sammenhænge. I dansk musikliv regnes han som en af de største organisatorer og kulturpolitiske strateger gennem tiderne[kilde mangler].
Efter hans død i 1993 indstiftede Dansk Musiker Forbund Waldeprisen til minde om hans indsats for dansk musik og danske musikere. Prisen uddeles årligt til en musiker, der har udmærket sig ved organisatorisk arbejde til gavn for sine medmusikere.
I sit andet ægteskab var Waldemar Wolsing gift med kunstmalerinden Ingrid Wichmann, og deres hjem på Islands Brygge var i mange år stedet for møder mellem internationale gæstedirigenter og gæstesolister ved torsdagskoncertene.
Desuden var Waldemar Wolsing en flittig skribent i blandt andet Dansk Musikerblad, og han var en af redaktørerne af trebindsværket De musiske udsendelser 1925 - 1975, hvor han samarbejdede med Felix Nørgaard og Harald Krebs. Han var tillige en flittig causør og foredragsholder, og gennem mange år lavede han i samarbejde med Hemming Hartmann-Petersen radioprogrammerne Himmelske samtaler om musikhistoriens store komponister.